# Morti nel 1426
| Questa pagina contiene informazioni ricavate automaticamente dalle voci biografiche con l'ausilio del template Bio e di un bot. L'aggiornamento è periodico e automatico e ricostruisce completamente la pagina. Se manca una persona in questa lista, sei pregato di non aggiungerla, ma accertati piuttosto che la sua voce biografica contenga il template Bio e che i dati anagrafici siano correttamente compilati. Se il template Bio manca, inseriscilo tu stesso o, in alternativa, metti l'avviso {{tmp\|Bio}} che ne segnala la mancanza. Se i dati riportati sono sbagliati, correggi direttamente la voce biografica; le modifiche saranno visibili in questa lista entro pochi giorni. Per chiarimenti vedi il progetto biografie. La lista contiene solo le 21 persone che sono citate nell'enciclopedia e per le quali è stato implementato correttamente il template Bio. Pagina aggiornata al 27 gen 2025. |

- 16 febbraio - Jean Allarmet de Brogny, vescovo cattolico e cardinale francese (n. 1342)
- 1º marzo - Giovanni Pecci, vescovo cattolico italiano
- 9 maggio - Benincasa da Montepulciano, religioso italiano (n. 1375)
- 14 maggio - Giovanni Mazzuoli, compositore e organista italiano
- 28 luglio - Beraldo III delfino d'Alvernia, nobile francese
- 12 agosto - Perino da Tortona, nobile e condottiero italiano
- 18 settembre - Hubert van Eyck, pittore fiammingo
- 7 ottobre - Alice di Baux, nobile francese
- 12 novembre - Teodora Cantacuzena, imperatrice bizantina
- 17 novembre - Nikon di Troice-Sergieva, monaco cristiano e santo russo
- 24 novembre - Elisabetta Plantageneta, duchessa di Exeter, principessa inglese (n. 1363)
- 27 dicembre - Filippo Buondelmonti degli Scolari, condottiero e mercante italiano (n. 1369)
- 31 dicembre - Thomas Beaufort, I duca di Exeter, militare britannico (n. 1377)
- Giovanni Aliprandi, nobile italiano
- Bonifacio I di Challant, nobile italiano
- Marco Lando, vescovo cattolico italiano
- Jacopo Salimbeni, pittore italiano
- Tayauh
- Teraponte del Lago Bianco, monaco cristiano, religioso e santo russo (n. 1331)
- Tlacateotl, sovrano azteco
- Tezozómoc, imperatore (n. 1320)